# Fabio Granata
Benedetto Fabio Granata (né le 17 avril 1959  à Caltanissetta) est un homme politique italien, membre de #DiventeràBellissima.

## Biographie
Granata été député à la Assemblée régionale sicilienne de Mouvement social italien et Alliance nationale (1994-2006).
Après avoir été député à la Camera dei deputati dans des partis nationalistes  de Peuple de la liberté et Futur et liberté pour l'Italie (2008-2013), il adhère à Green Italia en 2014, en étant tête de liste lors des européennes de mai 2014 en Italie insulaire. En 2015, il adhère à Diventerà Bellissima.